# ترانس‌دیگم
ترانس‌دیگم (انگلیسی: TransDigm) شرکت هوافضای آمریکایی است، که در سال ۱۹۹۳ تأسیس شد.